# 7028 Tachikawa
7028 Tachikawa (1993 XC1) là một tiểu hành tinh vành đai chính được phát hiện ngày 5 tháng 12 năm 1993 bởi M. Hirasawa và S. Suzuki ở Nyukasa.